# 米尔顿·威克斯勒
米尔顿·威克斯勒（1908年8月24日—2007年3月16日）是一位美国律师和精神分析学家，也是非营利组织遗传性疾病基金会的创始人，其长女爱丽丝·R·威克斯勒为历史学家和作家，次女南希·S·威克斯勒为遗传学家。